# OK Jedinstvo Bijelo Polje
OK Jedinstvo Bijelo Polje (ili, iz sponzorskih razloga, OK Jedinstvo Bemaks) je odbojkaški klub iz Bijelog Polja, koji se takmiči u Prvoj ligi Crne Gore.

## Istorijat
Odbojka je u Bijelom Polju počela da se igra 1978. godine. Te godine osnovan je i Odbojkaški savez Crne Gore, koji je od 1946. godine egzistirao prvo u sastavu Društva za tjelesno vaspitanje „Partizan“, pa u prekidima od 1949. sve do 1978, kada je „Jedinstvo” bilo jedan od konstituenata današnjeg Odbojkaškog saveza Crne Gore.
Jedan od najangažovanijih da se 1978. godine u Crnoj Gori formiraju odbojkaški klubovi bio je Danilo Burzan. Njegov dolazak u Bijelo Polje, sa predlogom da se u gradu na obalama Lima formira odbojkaški klub, podržala je tada nadležna Samoupravna interesna zajednica fizičke kulture i ambicije jednog od najboljih sportskih radnika Bijelog Polja – Džavida Lamežovića, koji je preuzeo obavezu trenera.
Iz generacije odbojkaša koje je selektirao trener Lamežević, najpoznatiji je Vladimir Batez. Batez se na Olimpijskim igrama u Sidneju okitio zlatnom medaljom u dresu reprezentacije Jugoslavije, a u karijeru je gradio igrajući u klubovima u Srbiji i Italiji.

## Nova era
Nakon pauze od nekoliko godina, odbojka se ponovo vraća početkom novog milenijuma. Zahvaljujući entuzijazmu najprije trenera Muse Ramovića i Darka Načića, a kasnije Mladena Miladinovića i Darka Prebiračevića, bjelopoljska odbojka opstaje i bilježi rezultate za poštovanje. Najveći rezultat u tim godinama dolazi u prvoj sezoni u nezavisnoj državi, kada Jedinstvo osvaja treće mjesto i obezbjeđuje plasman u Evropu (Kup izazivača).

## Osvajanje domaćeg šampionata
Ekipa se u sezoni 2015/2016. godine plasirala u finale prvenstva i kupa. Međutim, ekipa Budvanske rivijere osvaja osmu titulu u nizu u Prvoj ligi Crne Gore u odbojci.
Međutim, već naredne godine u Bijelom Polju, 12. marta 2017. godine, u finalu Kupa Crne Gore, Jedinstvo Bemaks pobjeđuje Budvansku rivijeru rezultatom 3:1 (20:25, 25:16, 20:25, 25:27)  i osvaja prvi trofej u svojoj istoriji. Jedinstvo, u veoma energičnom meču, pred punim tribinama hale Nikoljac, osvaja prvi trofej u domaćem prvenstvu u svojoj istoriji.